# Луньов Максим Сергійович
Максим Сергійович Луньов (нар. 22 травня 1998, Нікополь) — український футболіст, лівий вінгер клубу «Кривбас».

## Клубна кар'єра
Починав займатися футболом у команді «Нікополь-98» з рідного міста, протягом 2010—2011 років грав за юнацьку команду нікопольського клубу «Електрометалург-НЗФ». З осені 2011 року продовжив підготовку в академії дніпровського «Дніпра».
У березні 2015 року дебютував в іграх молодіжної команди «Дніпра» в молодіжному чемпіонаті України.
«Дніпро»
Після завершення сезону 2015/16 основну команду «Дніпра» залишив головний тренер Мирон Маркевич та більша частина гравців. Виконувачем обов'язки головного тренера основної команди було призначено Дмитра Михайленка, який до того очолював молодіжну команду і сформував новий склад «основи» за рахунок дніпровської молоді. 18-річний Луньов став одним з молодих виконавців, що дебютували в українській Прем'єр-лізі вже у першому турі сезону 2016/17, в якому оновлений «Дніпро» неочікувано впевнено здолав луцьку «Волинь» з рахунком 5:0. Максим вийшов на заміну на 86-й хвилині цієї зустрічі. Загалом провів у сезоні 21 гру за дніпрян, але забитими м'ячами не відзначився.
«Зоря»
У червні 2017-го підписав контракт із луганською «Зорею». 16 липня того ж року у грі проти «Сталі» із Кам'янського дебютував за нову команду в рамках УПЛ, вийшовши у стартовому складі луганчан (0:1). Перший м'яч в еліті українського футболу записав на свій рахунок 5 листопада, вразивши ворота донецького «Олімпіка» (3:3). Також у команді Віктора Скрипника 17 вересня вперше зіграв у Лізі Європи проти у матчі проти шведського «Естерсунда» (0:2). Загалом за шість років кар'єри у складі команди Віктора Скрипника провів за «Зорю» 115 матчів у всіх турнірах і відзначився чотирма влучними ударами. Разом із клубом двічі здобував бронзові нагороди УПЛ у сезонах 2019/20, 2020/21 та був фіналістом Кубка України у 2021 році.
«Кривбас»
5 січня 2023 року на правах вільного агента перейшов до лав криворізького «Кривбаса», підписавши дворічний контракт. У другому колі сезону 2022/23 провів за криворізців 11 матчів у Прем'єр-лізі та відзначився одним забитим м'ячем